# Сабактур
Сабактур (мар. Сабактӱр) — деревня в Мари-Турекском районе Республики Марий Эл. Входит в состав Косолаповского сельского поселения.

## География
Находится в восточной части республики Марий Эл на расстоянии приблизительно 23 км по прямой на север от районного центра посёлка Мари-Турек.

## История
Известна с 1723 года, как деревня, где было 6 ясачников, в 1794 году учтён 1 двор, 4 ясачника. В 1905 году в деревне насчитывалось 20 дворов, проживали 126 человек, в 1946 году 28 дворов, 107 жителей. В 1960 году отмечено 148 жителей. В 2000 году в деревне было 23 двора. В советское время работали колхозы «Ораде», «Революция», «Герой труда», «Кугушенский» (Сернурского района), совхоз «Октябрьский».

## Население
Население составляло 66 человек (мари 100 %) в 2002 году, 59 в 2010.